# Anna Zofia Sapieżanka

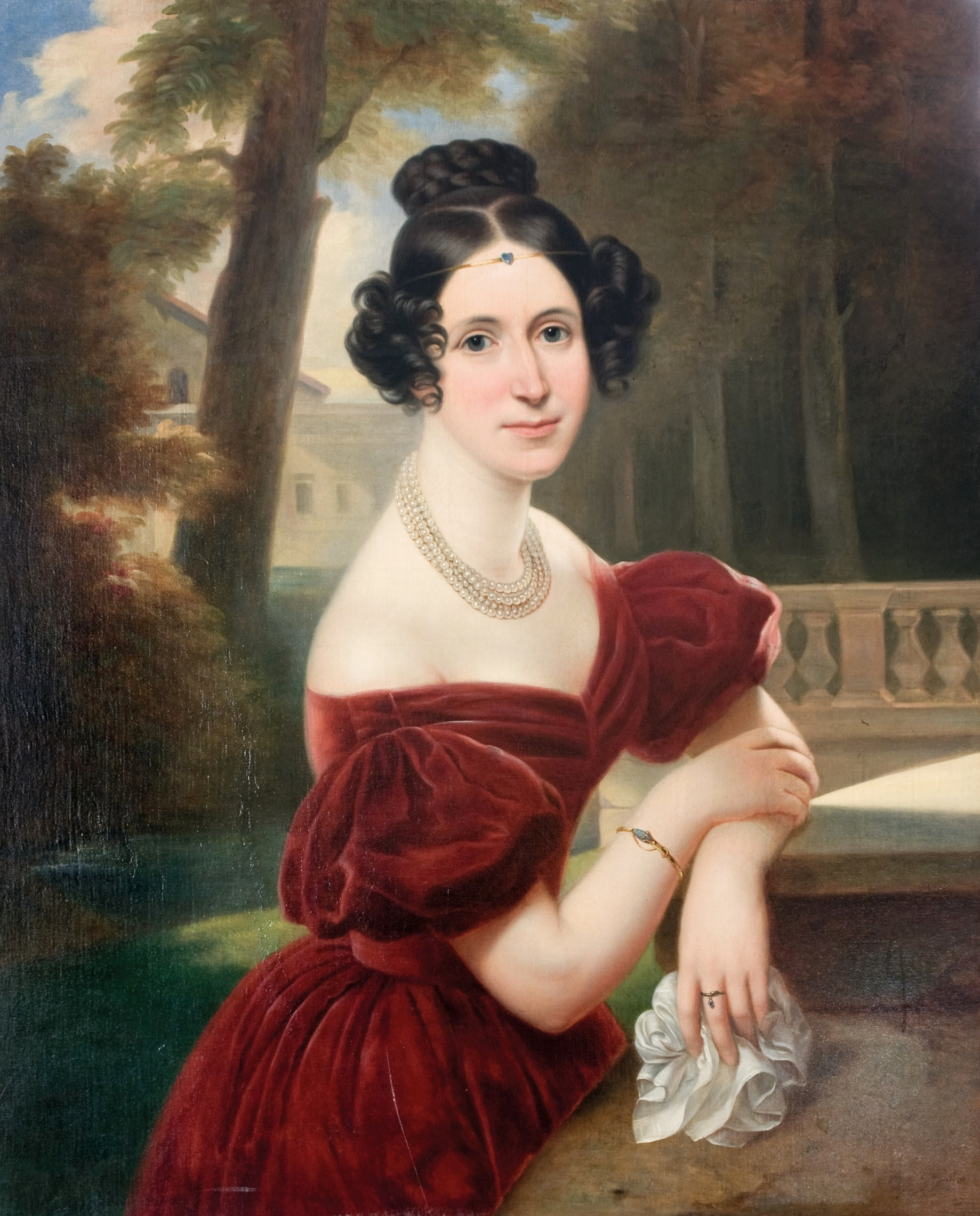
Porträt von Henri Grevedon

Anna Zofia Sapieżanka (* 17. Oktober 1799 in Saint-Germain-en-Laye; † 24. Dezember 1864 in Montpellier) war eine polnische Fürstin und Philanthropin. Sie entstammte der Magnatenfalimie Sapieha und heiratete in die Czartoryski ein. 

## Leben
Anna Zofia war die Tochter des Fürsten Aleksander Antoni Sapieha und seiner Frau Anna Jadwiga Sapieżyna. Sie wuchs auf Schloss Radzyń Podlaski, in Vilnius und in Paris auf. 1817 heiratete sie in Radzyń Podlaski Fürst Adam Jerzy Czartoryski. Mit ihm engagierte sie sich in der politische Partei um das Hôtel Lambert. Daneben engagierte sie sich auch sozial in Wohltätigkeitsverbänden, die sie selbst in Paris gründete. Nach ihrem Tod wurde sie am Stammsitz der Familie auf Schloss Sieniawa in Galizien beigesetzt. Frederic Chopin widmete ihr das Stück Rondo á la Krakowiak F-dur, op. 14.

## Familie
Zu ihren Kindern zählten:
- Witold Kazimierz Czartoryski
- Leon Czartoryski
- Władysław Czartoryski
- Izabella Działyńska